# Klon zamszowaty
Klon zamszowaty (Acer velutinum Boiss.) – gatunek drzewa z rodziny mydleńcowatych (Sapindaceae). W obrębie rodzaju sklasyfikowany do sekcji Acer i serii Acer. Występuje pospolicie w górach Kaukaz oraz na północy irańskich ostanów Azerbejdżan Wschodni, Azerbejdżan Zachodni i Gilan. W naturze jest powszechny w żyznych lasach liściastych. Poza naturalnym zasięgiem w Rosji i na Białorusi jest często sadzony przy drogach. W Polsce to drzewo można spotkać w ogrodzie botanicznym Uniwersytetu Warszawskiego oraz w Arboretum w Rogowie. 
Klon zamszowaty jest jednym z najwyższych klonów – może osiągać wysokość nawet do 60 m. Niewiele gatunków klonu rośnie szybciej i większych. Od pozostałych gatunków klonów odróżnia się wielkimi liśćmi z zaokrąglonymi klapkami. Jest znany od wielu lat, ale jest zaskakująco rzadko uprawiany.

## Morfologia
PokrójDrzewo zazwyczaj dorastają do 20–25 m wysokości, ale niektóre okazy mogą osiągnąć wysokość ponad 60 metrów, przy średnicy pnia przekraczającej 1 m. Posiada szeroką koronę. Pień jest pokryty gładką, szarą i cienką korą. Młode gałęzie są zielone, z czasem stają się czerwonawe, w końcu grube konary są barwy od brązowej do szarej.
LiścieLiście są 5-klapowe z zaokrąglonymi klapkami, na brzegach są grubo i nieregularnie piłkowane z sercowatą nasadą (przypominają liście jawora). Mają 15–25 cm szerokości i są jednymi z największych wśród wszystkich gatunków klonów – większe posiada tylko klon wielkolistny. W zależności od odmiany od spodu liście są nagie lub kosmato owłosione. U formy typowej (owłosionej) blaszka liściowa od spodu jest niebiesko-zielona, czasem żółto-brązowo zabarwiona wzdłuż nerwów. U odmiany nagą blaszką liściową, od spodu jest ona zielona. Ogonek liścia ma 10–25 cm długości. Liście jesienią przebarwiają się na żółto.
KwiatyNiepozorne, mają żółtawo-zieloną barwę i zebrane są w prosto wzniesione, wiechowate kwiatostany o długości 8–12 cm. Pojawiają się one jednocześnie z liśćmi w maju.
OwocOrzeszki mają 3–6 cm długości. Są grube i zebrane w parach wyprostowanych względem siebie lub rozwartych. Orzeszki tkwią w gęsto splątanym włóknie. Są mniejsze niż inne owoce gatunków tej serii.

## Ekologia
Gatunek opisywany jest jako odporny na mróz (zaliczany jest do stref mrozoodporności 5A–7B), jednak w Polsce często marznie do granicy śniegu i uchodzi za wrażliwy na mrozy. W warunkach naturalnych rośnie w żyznych i raczej wilgotnych lasach osiągając 1800 m n.p.m. Najczęściej gatunkowi temu towarzyszą: buk wschodni (Fagus sylvatica subsp. orientalis), lipa kaukaska (Tilia caucasica), parrocia perska (Parrotia persica), skrzydłorzech kaukaski (Pterocarya fraxinifolia). W uprawie zalecany jest na stanowiska eksponowane na pełnym słońcu lub w półcieniu. Odpowiednia gleba powinna być dobrze odwodniona, piaszczysta, ilasta lub gliniasta. Preferuje glebę od kwaśnej do naturalnej (mniej niż 6,8-7,2 pH).

## Liczba chromosomów
Nie ma konsensusu co do liczby posiadanych chromosomów. Podaje się 2n = 26 (Santamour 1988), ale inne źródła mówią o 52 chromosomach (poliploidalność).

## Zmienność
Wyróżnia się trzy odmiany tego gatunku:
- var. velutinum – odmiana typowa z liśćmi sinawymi i kosmato owłosionymi[7],
- var. glabrescens (Boissier & Buhse) Murray (1969) (synonim: Acer insigne) – odmiana z gładkimi, zielonymi liśćmi od spodu.
- var. vanvolxemii (Masters) Rehder (1938) – odmiana z liśćmi od spodu niebiesko-zielonymi i owłosionymi na nerwach. Liście są większe niż u odmiany typowej i glabrescens (do 30 cm średnicy). Rośnie naturalnie w Kachetii, w dolinach rzek porośniętych górskimi lasami. Rośliny z tego taksonu zostały zebrane przez G. van Volxema niedaleko miasta Lagodechi w środkowym Kaukazie i sprowadzony przez niego w 1873 do Kew Gardens.